# Comando de Material de la Fuerza Aérea
El Comando de Material de la Fuerza Aérea (del inglés: Air Force Materiel Command (AFMC) es un comando principal de la Fuerza Aérea de Estados Unidos. El Comando de Material de la Fuerza Aérea fue creado el 1 de julio de 1992 mediante la fusión de dos antiguos comandos: el Comando de Logística de la Fuerza Aérea  (Air Force Logistics Command (AFLC)  y el Comando de Sistemas de la Fuerza Aérea  (Air Force Systems Command (AFSC).
El Comando de Material de la Fuerza Aérea tiene su sede en la Base de Wright-Patterson en Dayton (Ohio) y es uno de los nueve comandos principales de la Fuerza Aérea con una plantilla de aproximadamente 80.000 militares y civiles. Es el comando más grande de la Fuerza Aérea en términos de financiamiento y el segundo en fuerza laboral. El presupuesto operativo del Comando de Material representa el 31% del presupuesto total de la Fuerza Aérea y este comando cuenta con más de un 40% de trabajadores civiles pertenecientes a la rama aérea.
El comando lleva a cabo investigación, desarrollo, pruebas y evaluaciones, ofrece servicios de adquisición, gestión del ciclo de vida de proyectos y apoyo logístico. El comando desarrolla, adquiere y sustenta el potencial aéreo necesario para defender a los Estados Unidos y a sus intereses. Todo esto se consigue mediante la realización de investigaciones, desarrollos, pruebas, evaluaciones, adquisiciones, mantenimiento y gestión de programas de sistemas de armamento, así como con componentes existentes y futuros de la Fuerza Aérea de Estados Unidos.